# نور محمود
نور محمود هو ممثل مصري شارك في أكثر من 30 عمل فني، أشتهر لدوره في مسلسل 30 يوم (2017) والرحلة (2018).

## أعماله

### أفلام
- 2014:المكيدة
- 2017:الخلية
- 2018:كدبة بيضا (مصركاني)
- 2019:الممر
- 2022:الجريمة

### مسلسلات
- 2006:العندليب: حكاية شعب
- 2008:هيمة - أيام الضحك والدموع
- 2012:بنات x بنات
- 2014:الصياد
- 2015:ظرف أسود
- 2015:إستيفا
- 2016:شهادة ميلاد
- 2016:القيصر
- 2017:بين عالمين
- 2017:الجماعة ج2
- 2017:اختيار إجباري
- 2017: 30 يوم
- 2018:للحب فرصة أخيرة
- 2018:أمر واقع
- 2018:الرحلة
- 2018:اختفاء
- 2019:لآخر نفس
- 2019:كارمن
- 2020:في كل أسبوع يوم جمعة
- 2020:الاختيار
- 2020:إلا أنا
- 2021:هجمة مرتدة
- 2021:زي القمر ج2
- 2021:القاهرة: كابول
- 2021:إلا أنا ج2
- 2021:إجازة مفتوحة
- 2022:منورة بأهلها
- 2022:ملف سري
- 2022:طير بينا يا قلبي
- 2022:النزوة
- 2022:الاختيار 3: القرار
- 2022:أحلام سعيدة
- 2022:أبو العروسة ج3